# Голем град
Голем град, Град, Змийски остров или Свети Петър (на македонска литературна норма: Голем Град, Град, Змиски Остров, Свети Петар) е остров в Преспанското езеро, Северна Македония, единственият естествен езерен остров в страната. Съседният остров в езерото Мал град е на албанска територия.

## Природа
Островът е отдалечен от най-близкото населено място село Конско на 2,5 km югоизточно по вода. От брега е отдалечен на 1 km. Островът има овална форма с размери 680 х 440 m (около 20 ha). Представлява скална плоча с вертикални стени, заравнена на върха, издигаща се на 15-50 m над повърхността на езерото. Само на две места, в северозападния и югоизточния край, има малки плажове и пукнатини в скалите, където можете да се акостира с лодка и да се изкачи върха на острова. Островът се намира встрани от пътя, скрит в езерото, така че е идеално подходящ да служи като бягство на хората от брега.
Обявен е за строг природен резерват заради специфичните му геоморфоложки характеристики, характерната флора и фауна и поради археологическите находки на него. Островът днес не е населен, но е богат на ендемични видове растения, редки птици.

## История
В миналото островът е бил укрепен. Около двете пристанища има каменни стени без мазилка с ширина 1,5-2 m, защитаващи подхода към вътрешността на острова. В южната част стена огражда вътрешен пръстен с обем 2 ha. До него е укрепено главното пристанище на югоизточния бряг и кула недалеч на север от него. През Елинистичните времена вероятно е издигната първата стена, която е възстановена през Късната античност. Тогава са построени и две раннохристиянски църкви - базилика I и базилика II, около които са били погребвани мъртвите били погребвани около тях. Намерени са монети от края на IV - VI век и богати сребърни накити в гробовете от VI век.
Няколко гроба произхождат от Ранното средновековие - № 48 е датиран с чифт златни обеци в VІІ век, а № 63 с желязна обица с 5 звена в края на VII или VIII век. Те са от византийско-южноиталиански произход. Гробните структури показват автохтонно предславянско население, което е успяло да оцелее след славянското преселване. От това време произхожда и откритата в този район монета на Константин IV (668-685). Славянските гробове, разкопани на острова, според бижутата, открити в тях, датират от X век и по-късно.
През Късното средновековие - XIII - XIV век островът е служил като мистично място за монаси. В северозападната част в XIV век е построена църквата „Свети Петър“, чиято живопис е частично запазена и днес. Старата кула на югоизточното пристанище по това време е била зазидана в малка гробна църква. При разкопките са открити останки от стенопис в олтара и гроб с няколко скелета в нартекса. Венецианска монета, намерена на пода на църквата, датира от 14 век. Гробовете, разкрити край църквата „Свети Димитър“ в централната част на острова, са датирана чрез находките по същото време.